# Gavin Peers
Gavin Peers (Dublino, 10 novembre 1985) è un ex calciatore irlandese, di ruolo difensore.

## Carriera
Il 21 gennaio 2019 viene acquistato a titolo definitivo dalla squadra nordirlandese del Glentoran.

## Palmarès

### Club

#### Competizioni nazionali
- Campionato irlandese: 1

Sligo Rovers: 2012
- Coppa d'Irlanda: 3

Sligo Rovers: 2010, 2011, 2013
- Coppa di Lega irlandese: 1

Sligo Rovers: 2010
- Irish Cup: 1

Glentoran: 2019-2020

#### Competizioni internazionali
- Setanta Sports Cup: 1

Sligo Rovers: 2014